# Acacia stenoptila
Acacia stenoptila é uma espécie de leguminosa do gênero Acacia, pertencente à família Fabaceae.